# بودوکنا
بودوکنا (به پرتغالی: Bodoquena) یک منطقهٔ مسکونی در برزیل است که در ماتوگروسو جنوبی واقع شده‌است. بودوکنا ۲٫۵۰۷ کیلومتر مربع مساحت و ۷٬۸۳۸ نفر جمعیت دارد و ۱۳۲ متر بالاتر از سطح دریا واقع شده‌است.